# 切符 (イラストレーター)
切符（きっぷ、3月31日 - ）は、日本のイラストレーター・漫画家。ストレートエッジ所属。主にライトノベルの挿絵を担当することが多い。また、「ticketchan」という同人サークルを主宰している。

## 来歴・人物
幼少期から絵を描くことが好きで、中学生の頃、あるイラストレーターと出会い、影響されてイラストレーターを目指す。
修道服が好きで、仕事内でシスターを沢山描くことが夢。

## 作品リスト

### イラスト集
- 『切符イラストレーションズ』(SBクリエイティブ、2014年)

### 挿絵
- 『G.L.』シリーズ（スーパーダッシュ文庫、著者：長野聖樹）
- 『ハレの日は学校を休みたい!』（ガガガ文庫、著者：陸凡鳥）
- 『のうりん』シリーズ（GA文庫、著者：白鳥士郎）
- 『ウィザード&ウォーリアー・ウィズ・マネー』シリーズ[注 1][3]（電撃文庫、著者：三河ごーすと）
- 『対魔導学園35試験小隊』シリーズ（富士見ファンタジア文庫、著者：柳実冬貴）
- 『女生徒/ろまん燈籠 朗読CD付』（海王社文庫、著者：太宰治・朗読：花澤香菜）
- 『ヴァンパイア・サマータイム』（ファミ通文庫、著者：石川博品）
- 『スタイリッシュ武器屋』（ヒーロー文庫、著者：弘松涼）
- 『白いしっぽと私の日常』（ぽにきゃんBOOKS、著者：クロサキリク）
- 『それでも異能兵器はラブコメがしたい』（角川スニーカー文庫、著者：カミツキレイニー）
- 『わんでいりぴーと!』（講談社ラノベ文庫、著者：川田戯曲）
- 『名もなき竜に戦場を、穢れなき姫に楽園を』（富士見ファンタジア文庫、著者：ミズノアユム）
- 『本屋の店員がダンジョンになんて入るもんじゃない』（ダッシュエックス文庫、著者：しめさば）
- 『悪役令嬢、庶民に堕ちる』（幻冬舎コミックス、著者：緋月紫砲）
- 『夢の国から目覚めても』（星海社FICTIONS、著者：宮田眞砂）
- 『灼熱の魔女様の楽しい温泉領地経営 〜魔力ゼロで辺境に追放されましたが、災厄級のあたためスキルで温泉帝国つくっちゃいます〜』（アース・スター ルナ、著者：海野アロイ）
- 『ビブリオフィリアの乙女たち』（星海社FICTIONS、著者：宮田眞砂）
- 『聖女の力で婚約者を奪われたけど、やり直すからには好きにはさせない』（角川ビーンズ文庫、著者：星見うさぎ）
- 『セント・アグネスの純心 花姉妹の事件簿』（星海社FICTIONS、著者：宮田眞砂）

### CDジャケット
- ドラマCD 『のうりん』（HOBiRECORDS、2012年4月27日[4]）
- My Sweet Lady/ぴすとっ☆SMILE♪ノンすとっP!!〜輝け明日のスター大作戦〜（ave;new、2012年6月8日/裏ジャケットのみ）

### 漫画
- ヤミヤミデイズ（『月刊ガンガンJOKER』2009年8月号）
- のうりん（ヤングガンガンコミックス/絵：亜桜まる） - 1巻ゲストイラスト

### ゲーム
- 『ルミナスアーク インフィニティ』キャラクターデザイン
- 『ファイアーエムブレム ヒーローズ』一部キャラクターデザイン
- 『リルヤとナツカの純白な嘘』キャラクターデザイン・原画

### その他
- 『ぴすとっ☆』キャラクター原案（名古屋競輪場/Kドリームス）
- インターネットラジオ『大坪由佳のツボンジュ〜ル☆』キャラクターデザインなど[5]
- テレビアニメ『ダンジョンに出会いを求めるのは間違っているだろうか』第5話エンドカードイラスト
- テレビアニメ『ゲーマーズ!』第4話エンドカードイラスト
- テレビアニメ『私の百合はお仕事です!』第6話エンドカードイラスト